# 我可以毁掉你
《我可以毁掉你》（英語：I May Destroy You）是一部英国黑色喜剧电视剧，由米凯拉·科尔创作、编剧、联合导演和执行制作，演员主要由英国黑人构成。该剧以伦敦为背景，讲述年轻女作家阿拉贝拉（科尔饰演）在被强奸后寻求重建自己的生活的故事。该剧于2020年6月7日在HBO电视台播出，并于2020年6月8日在BBC One电视台播出 。
Metacritic的数据显示，《我可以毁掉你》是2020年最受好评的电视节目。该剧还被《纽约时报》描述为“对于这个焦虑不安的世界最合适不过的电视剧”。该剧赢得了英國影藝學院電影獎的多个奖项：最佳迷你劇、剧情类最佳导演、剧情类最佳编剧以及最佳女演员。此外，该剧还获得了两个RTS节目奖、两个独立精神奖、一个哥谭奖、一个GLAAD媒体奖、一个NAACP形象奖和一个皮博迪奖。
该剧在第73届黄金时段艾美奖上获得了9项提名，包括最佳迷你影集；它赢得了两个奖项，包括颁给科尔的最佳編劇奖。

## 剧集制作
科尔在2018年愛丁堡國際藝穗節的一次演讲中表示，她在创作剧集《口香糖》时曾遭到性侵犯，这段经历为该剧提供了灵感。
该剧原名为《1月22日》，由科尔的制作公司FALKNA Productions制作。它由科尔、菲爾·克拉克、羅伯托·特羅尼和喬·麥克萊倫为BBC One执行制作。科尔也是《我可以毁掉你》的联合导演和编剧。科尔拒绝了Netflix提出的100万美元（80万英镑）的邀约，因为该交易将使创作者失去全部的所有权。科尔随后与英国广播公司达成协议，允许科尔对她的项目拥有完全的创意控制权和所有权。BBC还邀请HBO作为联合制作方，帮助资助该项目。
该剧主要在伦敦哈克尼区拍摄，有些场景在意大利奥斯蒂亚拍摄。
学校内部和外部的闪回场景是在伦敦卡姆登区的阿克兰德-伯格利学校拍摄的。